# Zygmunt Terakowski
Zygmunt Terakowski (ur. 1871 w Krakowie, zm. 19 lutego 1944 tamże) – współwłaściciel drukarni i litografii w Łodzi w latach 1912-1919.

## Życiorys
Po ukończeniu 6 – klasowej szkoły handlowej odbywał praktykę w drukarniach Krakowa i Wiednia, zaś do Łodzi przybył w 1896, i tu pracował początkowo w drukarni Leopolda Zonera, a od 1899 [lub 1905] był zarządzającym firmy Roberta Resigera. Następnie od 1910 przez 2 lata kierował spółką "Petersilge, Hessen i Manitius".
30 stycznia 1912 otrzymał koncesję na prowadzenie własnej drukarni, i tworząc spółkę z drukarzami Franciszkiem Witoldem Lasotą i Janem Jakubowskim 18 maja 1912  otworzył drukarnię przy Długiej 105 (obecnie ul. Gdańska).
Starszy Inspektor Fabryczny wizytując drukarnię stwierdzał że: w 1912 – 13 i 1913 zatrudnione były 34 osoby, z których 10 to byli nieletni. Wypłacił im ogółem w tych dwóch latach 4 650 i 12 450 rubli, a administracji i zarządzającemu 2 685 i 5 100 rubli. Przy zróżnicowanych płacach zecerów, maszynistów, pomocników jak i młodocianych powyższe kwoty ukazują znaczne dysproporcje w zarobkach. Przyjmując, że z ogółu zatrudnionych 3 osoby zajmowały się administracją, a jedna nadzorowała cały zakład, jeden drukarz zarabiał w 1912 – 6 rubli tygodniowo, a w 1913 – 6,7 rubli tygodniowo. Natomiast po 33 i 40 rubli zarabiali pracownicy administracji. Zatrudnienie Józefa Gruszczyńskiego 19 grudnia 1912 na stanowisku zarządzającego zapewne spowodowało wzrost płac w 1913.
Powierzane firmie prace wykonywano wyłącznie na własnych materiałach, których wartość określono na 6 700 rubli w ciągu półrocznej pracy w 1912 i 9 800 rubli w trakcie całego 1913. Wysokość pierwszej kwoty związana była z uzyskaniem znacznego zamówienia co spowodowało, że musiał wystąpić 22 października 1912 o pozwolenie na pracę w nocy do 22 listopada 1912 na co uzyskał zgodę Inspektora Pracy. Udzielano jej wyjątkowo, ze względu na surowo przestrzegane przepisy o czasie pracy.
Z posiadanych 12 maszyn, połowa była poruszana silnikami o łącznej mocy 12 KM. Miał trzy prasy i jedną maszynę litograficzną, jedną dużą i dwie małe maszyny typograficzne, pedałówkę, gilotynę oraz maszyny do tonowania i perforowania.
"Zygmunt Terakowski, były dyrektor firmy  Resiger, w 1912 roku założył przy ul. Długiej 105 (Gdańskiej) własny zakład graficzny, w 1916 przeniesiony do większego lokalu przy ul. Piotrkowskiej 91. Mimo warunków wojennych zakład się rozwijał. Drukowano tu milionowe nakłady numerowanych maszynowo biletów tramwajowych dla Warszawy".
W 1916 przeniósł firmę na ulicę Piotrkowską 91, i tu firma się rozwinęła, ale podczas I wojny światowej w 1917 [1916?] niemieccy okupanci zarekwirowali mu część maszyn. "W 1916 roku władze niemieckie z zarekwirowanego sprzętu zorganizowały drukarnię pn. „Staatsdruckerei” dla potrzeb własnych. Po kapitulacji Niemców drukarnię przejęło Ministerstwo Skarbu".
Poza szerokim asortymentem akcydensów wykonał przed 1918 – 23 druki zwarte, a w latach 1918–1919 aż 16 druków zwartych.
28 kwietnia 1919 75% swoich udziałów w firmie sprzedał spółce utworzonej przez zatrudnionego u niego buchaltera Bolesława Kotkowskiego i Bolesława Fröhlicha, pasierba (syna pierwszej żony z pierwszego małżeństwa). Wkrótce, 26 lutego 1920 sprzedał pozostałe 25% udziałów tym samym kontrahentom. W ten sposób powstały największe zakłady graficzne okresu przedwojennego w Łodzi "B. Kotkowski i s-ka" zatrudniające ponad 200 pracowników.  
"W 1919 roku w dawnej firmie drukarsko-litograficznej Terakowskiego powstała spółka „Z. Terakowski i S-ka”, w której akcjonariuszami byli: dotychczasowy długoletni właściciel i założyciel zakładu Zygmunt Terakowski ze swym pasierbem Bolesławem Freilichem oraz Bolesław Kotkowski, który kupił część akcji".
W 1919 pełnił funkcję wiceprezesa Stowarzyszenia Właścicieli Drukarni i Litografii miasta Łodzi (założonego w 1907 r.). W następnym roku wyprowadził się do Zgierza, skąd po dwóch latach przeniósł się do własnego majątku ziemskiego w powiecie łaskim. W 1921 przenosi się do Gniezna zakupując willę z ogrodem oraz stając się współwłaścicielem drukarni Lech. Po wybuchu II wojny wraz z żoną Bronisławą przenosi się do rodzinnego Krakowa. Został pochowany w rodzinnym grobowcu Terakowskich na cmentarzu Rakowickim